# 釜慶大学校
釜慶大学校（プギョンだいがっこう、韓国語: 부경대학교、英語: Pukyong National University）は、大韓民国の釜山広域市南区にある国立大学。略称は釜慶大、PKNU。

## 沿革
釜慶大学校は1996年7月、釜山水産大学校と釜山工業大学校が統合され開校した。旧・釜山水産大学校の敷地は大淵キャンパス、旧・釜山工業大学校の敷地は龍塘キャンパスとなった。
釜山水産大学校
- 1941年：朝鮮総督府によって釜山高等水産学校が設立される。
- 1944年4月：釜山水産専門学校に改称する。
- 1945年9月：釜山水産専門学校をアメリカ軍が接収する。
- 1946年5月：釜山水産専門学校を母体に国立釜山大学を設立し、釜山大学水産学部に改組する。
- 1946年9月：釜山大学校水産科大学に改組する。
- 1948年7月：国立釜山水産大学に分離する。
- 1961年9月：釜山大学校へ統合する。
- 1964年1月：釜山大学校から釜山水産大学に再分離する。
- 1990年12月：総合大学に昇格し、釜山水産大学校に改称する。

釜山工業大学校
- 1924年5月：2年制の釜山公立工業補習学校の設立が認可される。
- 1932年4月：釜山公立工業実修学校に改称する。
- 1933年6月：釜山公立職業学校に改編する。
- 1940年5月：5年制の釜山公立工業学校が設立し、釜山公立職業学校を併設化する。
- 1944年4月：釜山第二公立工業学校の設立に伴い、釜山第一公立工業学校に改称する。
- 1945年3月：釜山公立職業学校が廃校した。
- 1947年9月：6年制の釜山公立工業中学校に改編する。
- 1951年8月：3年制の釜山工業高等学校に改編する。
- 1963年4月：5年制の釜山工業高等専門学校に昇格する。
- 1971年12月：釜山工業高等専門学校を国立に改組する。
- 1973年9月：釜山工業高校等学校と分離した2年制の釜山工業専門学校が設立される。
- 1979年1月：釜山工業専門大学に改称する。
- 1983年12月：4年制の釜山開放大学に昇格が認可する。
- 1988年5月：釜山工業大学に改称する。
- 1993年2月：総合大学に昇格し、釜山工業大学校に改称する。

釜慶大学校
- 1996年7月：釜山水産大学校と釜山工業大学校が統合され、釜慶大学校となる。国からの認可が遅れて7月の正式統合となったものの、統合校の新入生は1996年3月学期から受け入れていた。
- 2023年11月：国立釜慶大学校に改称する。

## 特色
釜慶大学校の特色の一つとして、外国人を多く受け入れている点がある。現在1000人を超える外国人が在籍している。日本、中華人民共和国、ミャンマー、インド、ベトナム、ロシア、モンゴルをはじめとする世界各国からの留学生を受け入れている。
ほぼすべての釜山の大学は山に位置しているが、釜慶大学校のメインキャンパスである大淵キャンパスは釜山で唯一平地に位置している。
また、学校前は地方最大の大学街であり、近くに広安里があるなど立地が非常に良い。

## 学部
- 人文社会科学大学
  - 国語国文学科
  - 英語英文学部
    - 英語英文学専攻
    - 米国学専攻

  - 日語日文学部
    - 日本語文学専攻
    - 日本学専攻

  - 史学科
  - 経済学科
  - 法学科
  - 行政福祉学部
    - 行政学専攻
    - 社会福祉学専攻

  - 国際地域学部
    - 国際学専攻
    - 国際開発協力学専攻

  - 中国学科
  - 政治外交学科
  - 幼児教育科
  - ファッションデザイン学科
- 自然科学大学
  - 応用数学科
  - 物理学科
  - 化学科
  - 微生物学科
  - 看護学科
  - 科学コンピューティング学科（数値解析）
- 経営大学
  - 経営学部
    - 経営学専攻
    - 会計財務学専攻
    - 観光経営学専攻

  - 国際通商学部
    - 国際貿易物流学専攻
    - 国際通商学専攻
    - 国際経営学専攻
- 工科大学
  - 電気工学部
    - 電気工学専攻
    - 制御計測工学専攻
    - ディスプレイ半導体工学専攻

  - 機械工学部
    - 機械工学専攻
    - 機械設計工学専攻

  - エネルギー輸送システム工学部
    - 冷凍空調工学専攻
    - 機械システム工学専攻
    - 造船海洋システム工学専攻

  - 化学工学科
  - 工業化学・高分子工学部
    - 工業化学専攻
    - 高分子工学専攻

  - ナノ融合半導体工学部
    - ナノ融合工学専攻
    - 次世代半導体工学専攻

  - システム経営・安全工学部
    - 産業経営工学専攻
    - 技術・データ工学専攻
    - 安全工学専攻

  - 消防工学科
  - 融合素材工学部
    - 金属工学専攻
    - 材料工学専攻
    - 新素材システム工学専攻

  - 建築工学科
  - 持続可能工学部
    - 土木工学専攻
    - 生態工学専攻
- 水産科学大学
  - 食品科学部
    - 食品工学専攻
    - 食品栄養学専攻

  - 生物工学科
  - 海洋生産システム管理学部
    - 海洋生産学専攻
    - 海洋警察学専攻

  - 水産生命科学部
    - 養殖応用生命科学専攻
    - 資源生物学専攻

  - 水産生命医学科
  - 水海洋産業教育科
  - 海洋水産経営経済学部
    - 海洋水産経営学専攻
    - 資源環境経済学専攻
- 環境・海洋大学
  - 地球環境システム科学部
    - 環境工学専攻
    - 海洋学専攻
    - 環境地質科学専攻
    - 環境大気科学専攻
    - 衛星情報融合工学専攻

  - 海洋工学科
  - エネルギー資源工学科
- 情報融合大学
  - データ情報科学部
    - ビッグデータ融合専攻
    - 統計・データサイエンス専攻

  - メディアコミュニケーション学部
    - 言論情報専攻（コミュニケーション学）
    - ヒューマンICT融合専攻

  - スマートヘルスケア学部
    - 医工学専攻
    - 海洋スポーツ専攻
    - ヒューマンバイオ融合専攻

  - 電子情報通信工学部
    - 電子工学専攻
    - 情報通信工学専攻

  - 造形学部
    - 建築学専攻
    - 視覚デザイン専攻
    - 工業デザイン専攻

  - コンピューター人工知能工学部
    - コンピューター工学専攻
    - ソフトウェア・人工知能専攻

  - デジタル金融学科
  - スマートモビリティ工学科
- 未来融合大学
  - 生涯教育・相談学科
  - 機械造船融合工学科
  - 電気電子ソフトウェア工学科
  - 公共安全警察学科
- グローバル自律専攻学部
- 学部大学

## 大学院
- 一般大学院
- 専門大学院
  - 技術経営専門大学院
- 特殊大学院
  - 教育大学院
  - 産業大学院
  - 経営大学院
  - グローバル政策大学院
  - グローバル水産大学院

## 祭り
釜慶大学校まつりイベント
＜2024年5月7日～9日＞
- 5月7日：ロコ、ウウォンジェ/ 5月8日：ビビジ、ヘイズ/ 5月9日：ビオ、ウッディ
＜2023年5月16日～18日＞
- 5月16日：オマイガール、ヒョリン/ 5月17日：マークトック、純スヒ / 5月18日：マッドクラウン
＜2022年5月17日～18日＞
- 5月17日：モンデーキッズ、ヒョナ/ 5月18日：パンチ、ヘイズ

## 日本の交流協定校
- 北海道大学
- 室蘭工業大学
- 東北大学
- 仙台白百合女子大学
- 宇都宮大学
- 筑波大学
- 千葉大学
- 明治大学
- 東京海洋大学
- 横浜国立大学
- 新潟大学
- 金沢大学
- 福井大学
- 山梨大学
- 三重大学
- 京都大学
- 京都産業大学
- 大阪大学科学産業研究所
- 関西大学
- 兵庫大学
- 鳥取大学
- 島根大学
- 就実大学
- 広島大学
- 九州大学
- 福岡大学
- 西南学院大学
- 佐賀大学
- 長崎大学
- 熊本大学
- 宮崎大学農学部
- 鹿児島大学
- 沖縄国際大学
- 名桜大学
- 水産大学校